# Droga wojewódzka 143
Die Droga wojewódzka 143 (DW 143) ist eine fünf Kilometer lange Droga wojewódzka (Woiwodschaftsstraße) in der polnischen Woiwodschaft Großpolen. Diese Route verbindet Wartosław mit Stare Miasto.

## Städte an der Droga wojewódzka 143
- Wartosław
- Pierwoszewo
- Stare Miasto

## Straßenverlauf
Woiwodschaft Großpolen
- Karolewo (DW 145)
- Kreuzung ( DW 145)
- Kreuzung ( DW 182)
- Wronki (Wronke) (DW 182)
- Sieraków (Zirke) (DW 182)